# Осот
Осо́т (лат. Sónchus) — род травянистых растений семейства Астровые или Сложноцветные (Asteraceae). Однолетние, двулетние или многолетние травы, иногда древеснеющие у основания. Род включает около 110 видов. Некоторые виды, например, Осот огородный (Sonchus oleraceus) и Осот полевой (Sonchus arvensis), являются злостными сорными растениями.
Иногда осотом называют некоторые виды бодяка (Cirsium) и других, схожих внешне растений.

## Морфология
Образует густую сеть корней в поверхностных слоях почвы.
Цветки язычковые, жёлтые, в корзинках (у некоторых видов корзинки закрываются вечером и в пасмурную погоду), собранные в общее соцветие.
Семена с хохолком.

## Распространение и экология
Произрастает в Евразии и Африке.
Растёт преимущественно в садах, по мусорным местам, сельскохозяйственным угодьям (особенно невозделываемым полям).

## Размножение
На одном растении образуется до 6 500 семянок, которые разносятся ветром. Семена прорастают без периода покоя.
При обработке почвы корни с придаточными почками ломаются и дают начало новым побегам.

## Классификация

### Таксономия[2]
Sonchus L., 1753, Sp. Pl. : 793
Род Осот относится к семейству Астровые (Asteraceae) порядка Астроцветные (Asterales). Кладограмма в соответствии с Системой APG IV по состоянию на июнь 2023 года:
|  |                                      |  |                                   |                                   |                    |  | ещё 10 семейств |                |                |                                                                  |
|  |                                      |  |                                   |                                   |                    |  |                 |                |                | 112 подтвержденных видов и 110 таксонов, ожидающих подтверждения |
|  |                                      |  |                                   | порядок Астроцветные              |                    |  |                 |                | род Осот       |                                                                  |
|  |                                      |  |                                   | порядок Астроцветные              |                    |  |                 |                | род Осот       |                                                                  |
|  | отдел Цветковые, или Покрытосеменные |  |                                   |                                   | семейство Астровые |  |                 |                |                |                                                                  |
|  | отдел Цветковые, или Покрытосеменные |  |                                   |                                   |                    |  |                 |                |                |                                                                  |
|  |                                      |  | ещё 63 порядка цветковых растений | ещё 63 порядка цветковых растений |                    |  |                 | ещё 1787 родов | ещё 1787 родов |                                                                  |
|  |                                      |  |                                   | ещё 63 порядка цветковых растений |                    |  |                 |                | ещё 1787 родов |                                                                  |

### Виды
Некоторые виды:
- Sonchus arvensis L. — Осот полевой, или Осот желтый, или Осот молочайный
- Sonchus asper (L.) Hill — Осот шероховатый, или Осот шершавый
- Sonchus oleraceus L. — Осот огородный